# Ouro Guiré
Ouro Guiré è un comune rurale del Mali facente parte del circondario di Ténenkou, nella regione di Mopti.